# 86

## Події
- Консули Риму: Тит Флавій Доміціан та Сервій Корнелій Долабелла Петроніан.
- Тит Флавій Доміціан організовує в Римі Капітолійські ігри (лат. Ludi Capitolini)
- Римський генерал Траян починає кампанію по придушенню повстання в Германії.
- Війна Доміціана з даками.

## Народились
- Антонін Пій — римський імператор (138–161) з династії Антонінів.